# Facundo Cambeses
Facundo Nicolás Cambeses (ur. 9 kwietnia 1997 w Adrogué) – argentyński piłkarz pochodzenia włoskiego występujący na pozycji bramkarza, od 2024 roku zawodnik Racing Clubu.